# Dorfkirche Kleinromstedt

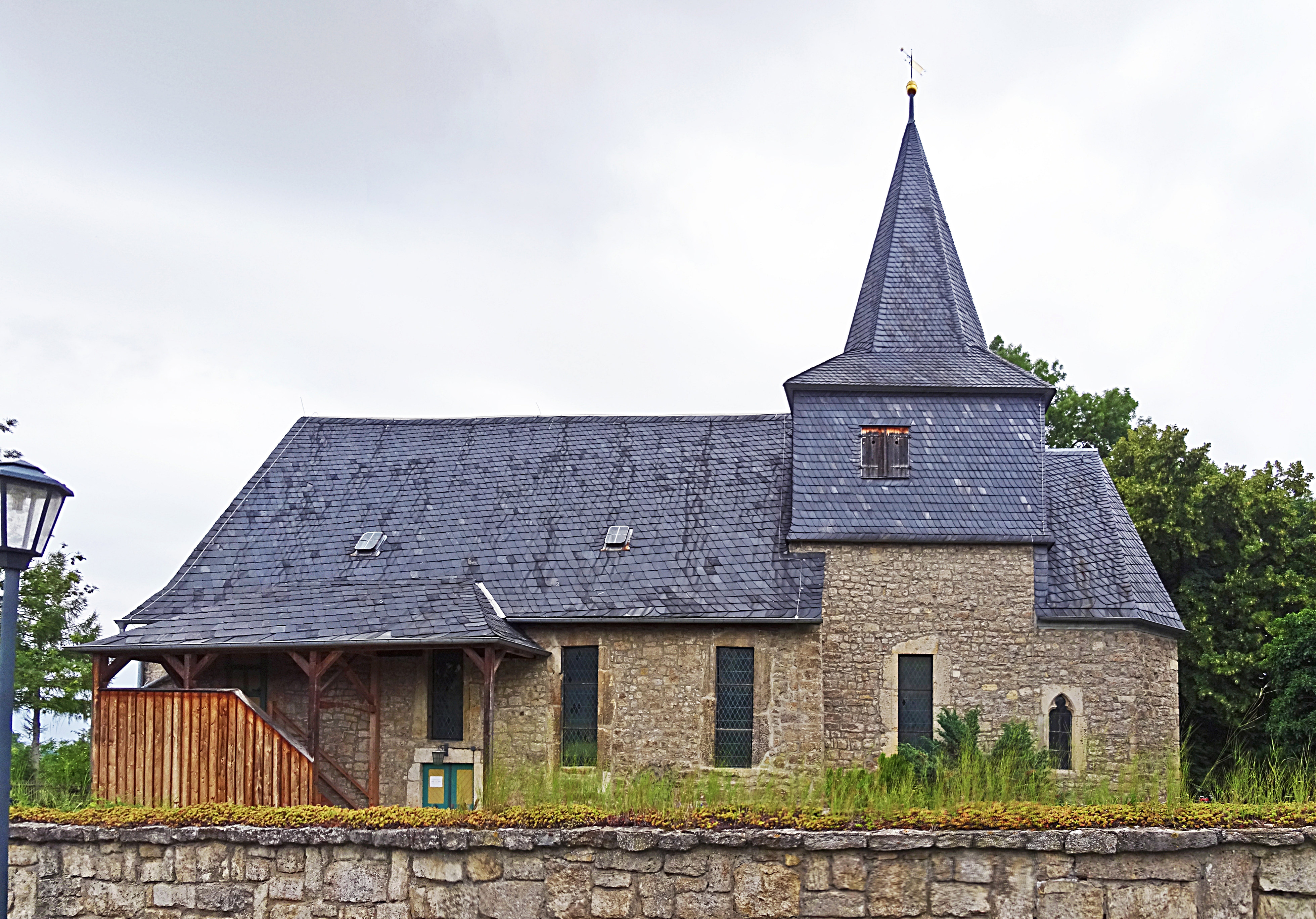
Die Kirche

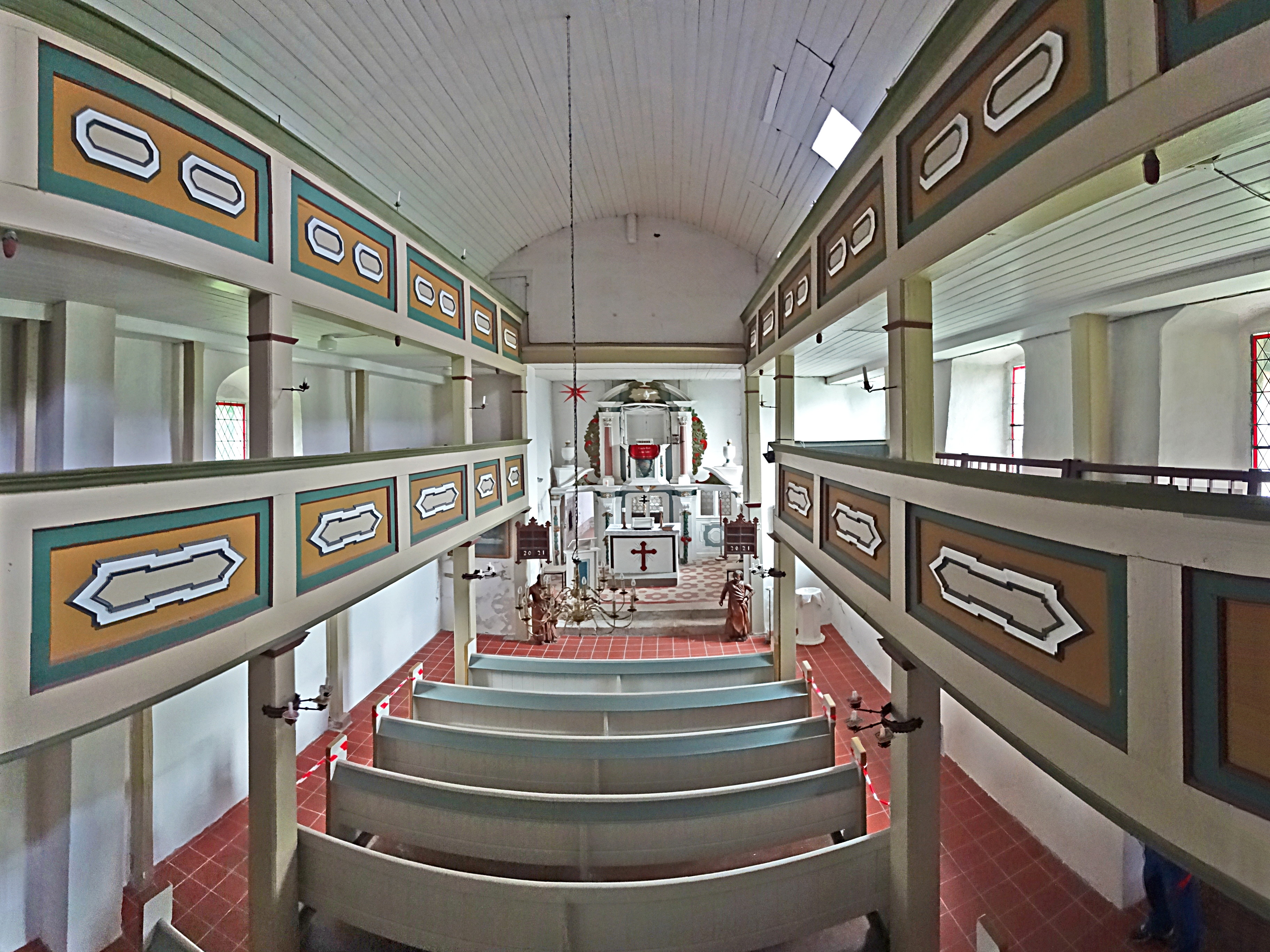
Innenansicht

Die evangelische Dorfkirche Kleinromstedt steht im Ortsteil Kleinromstedt der Stadt Bad Sulza im Landkreis Weimarer Land in Thüringen.

## Geschichte
1919 goss die Firma Schilling & Lattermann (Apolda und Morgenröthe) drei Eisenhartgussglocken für die Chorturmkirche.
Bei der Restaurierung in den 1980er Jahren war Horst Jährling der Berater.
Die Kirchgemeinde ist gerade dabei, das Aussehen des Gotteshauses zu verändern. Auch die Türen sind sanierungsbedürftig.
Die Finanzierung ist gesichert, so dass in nächster Zeit über Ergebnisse der Arbeit berichtet werden kann.